# Batalla de Txornòbil
La batalla de Txornòbil va ser un enfrontament militar ocorregut en la Zona d'exclusió de Txornòbil entre les Forces Armades de Rússia i les Forces Armades d'Ucraïna, que va començar el 24 de febrer de 2022 en el marc de la invasió russa d'Ucraïna. Les forces russes van aconseguir prendre el control de l'àrea durant el dia.

## Antecedents
Durant el desastre de Txornòbil en 1986, es van alliberar grans quantitats de material radioactiu en l'entorn circumdant. Les autoritats de la Unió Soviètica van evacuar l'àrea i van establir una zona d'un radi de 30 quilòmetres entorn de la central nuclear de Txornòbil. Després de la dissolució de l'URSS, la zona va passar a formar part de la jurisdicció de l'acabada d'independitzar Ucraïna i va ser gestionada des de llavors pel Servei Estatal d'Emergència d'Ucraïna.

## Batalla
En la vesprada del 24 de febrer, el primer dia de la invasió russa a Ucraïna, el govern ucraïnés va anunciar que les forces russes havien llançat un atac per a capturar la Zona d'Exclusió de Txornòbil. Al final del dia, el govern ucraïnés va anunciar a més que les forces russes havien capturat les ciutats de Txornòbil i Prípiat, es va informar que els bombardejos d'artilleria van impactar en llocs d'emmagatzematge de deixalles radioactives i suposadament es va observar un augment de la radioactivitat.
Després de la captura russa de la zona d'exclusió, el govern estatunidenc va afirmar tindre accés a «informes creïbles que els soldats russos actualment tenen com a ostatges al personal de les instal·lacions de Txornòbil».

## Reaccions
El president ucraïnés, Volodímir Zelenski, va qualificar l'atac com una «declaració de guerra contra tot Europa».
Mykhailo Podoliak, assessor del cap de l'Oficina del President d'Ucraïna, va ser citat dient: "Es desconeix l'estat de l'antiga planta d'energia nuclear de Txornòbil, el confinament i les instal·lacions d'emmagatzematge de deixalles nuclears". No obstant això, l'Agència Internacional d'Energia Atòmica va declarar que "no va haver-hi víctimes ni destrucció en el lloc industrial" i que era "de vital importància que les operacions segures i protegides de les instal·lacions nuclears en aquesta zona no es vegin afectades o interrompudes de cap manera".

## Anàlisi
Ben Hodges, excomandante general de l'Exèrcit dels Estats Units a Europa, va afirmar que la zona d'exclusió era important «[…] pel lloc en que es troba... Si les forces russes estaven atacant Kíev des del nord, Txornòbil es troba en el camí». L'ex Sotssecretària adjunta estatunidenca de Defensa per a Rússia, Ucraïna i Euràsia, Evelyn Farkas, va dir que les forces russes «volen envoltar la capital» i que «certament no volen material nuclear solt surant» en cas d'una insurrecció ucraïnesa.
La Zona d'Exclusió és important pel fet de contindre les conseqüències del desastre nuclear de Txornòbil de 1986; com a tal, l'assessor d'afers interiors d'Ucraïna, Anton Herashchenko, va dir que «si els atacs d'artilleria dels ocupants colpegen la instal·lació d'emmagatzematge de deixalles nuclears, la pols radioactiva pot cobrir els territoris d'Ucraïna, Belarús i els països de la UE».